# Oratorio dei Santi Quirico e Giulitta
L'oratorio dei Santo Quirico e Giulitta si trova in località Pian dei Gelsi, nel comune di Volterra, in provincia di Pisa.

## Storia e descrizione
Costruito presso Pian dei Gelsi, lungo il fiume Era, alla confluenza delle vie fiorentine dirette a Volterra, l'oratorio fece parte della donazione fatta da Goffredo, vescovo di Volterra, ai monaci della Badia di San Giusto, all'atto della fondazione del complesso abbaziale nel 1030.
Il piccolo oratorio rettangolare con abside semicircolare, la cui forma attuale si deve forse ad un radicale e documentato restauro operato nel 1283, riveste storicamente una notevole importanza perché da tempo immemorabile e fino al 1574 l'abate di San Giusto accoglieva in questo oratorio i nuovi vescovi di Volterra, prima del loro insediamento.
Il paramento dell'oratorio è formato da bozzette più o meno regolari di diversa provenienza e da ciottoli di fiume, mentre la copertura è a capriate a vista.